# 道の駅ウェルネスあらお
道の駅ウェルネスあらお（みちのえき ウェルネスあらお）は、熊本県荒尾市に建設中の市道荒尾北インター線の道の駅である。

## 概要
熊本県37番目の道の駅で、荒尾市では初の道の駅である。荒尾競馬場の跡地に建設を進めている。

## 歴史
- 2025年（令和7年）6月13日 - 国土交通省より道の駅第63回登録において、「道の駅ウェルネスあらお」として登録[1]。
- 2026年（令和8年）6月 - 開駅（予定）[1][2]。

## 施設
- 駐車場 350台
- トイレ 79器
- 情報提供・休憩施設
- 非常用電源
- 備蓄倉庫
- 貯水槽
- マンホールトイレ
- 公衆電話
- 公衆無線LAN
- 物販施設
- 飲食施設
- 遊び場スペース
- 行政施設
- 託児室
- 調理室
- 会議室
- 多目的スペース
- イベントスペース
- 広場・公園
- 展望台
- バス停留所
- EV充電施設
- RVパーク

## アクセス
- 市道荒尾北インター線 - 登録路線

## 周辺
- 有明海